# Linda Ghisoni
Linda Ghisoni (Cortemaggiore, Itàlia, 1965) és una teòloga italiana, experta en dret canònic i membre de la cúria de l'Església Catòlica Romana. Va participar en l'organització de la Trobada de bisbes sobre la protecció dels menors en l'Església.

## Biografia
Linda Ghisoni va estudiar teologia catòlica a la Universitat de Tübingen i va obtenir un doctorat el 1999 a la Pontifícia Universitat Gregoriana en Dret canònic. Va ser admesa a la Tribunal de la Rota Romana el 2002 com a advocada i va servir a les Corts de la Cúria com a notària, defensora, auditoria i jutge. De 2003 a 2009 va ser defensora del braç matrimonial a la Rota. De 2013 a 2016 va ser membre del Consell Pontifici per als Laics i després professora de dret canònic a la Gregoriana i la Universitat de Roma III.
El Papa Francesc la va nomenar el dia 7 de novembre de 2017 com a sotssecretària del Dicasteri per als Laics, la Família i la Vida. El dia 21 d'abril de 2018, el Papa la va designar consultora de la Congregació per a la Doctrina de la Fe. Va participar en l'organització de la Trobada de bisbes sobre la protecció dels menors en l'Església.
Linda Ghisoni està casada i és mare de dos fills.